# 静岡市立水見色小学校
静岡市立水見色小学校（しずおかしりつ みずみいろしょうがっこう）は、静岡県静岡市葵区水見色にあった公立小学校。

## 沿革
- 1874年（明治7年）8月 - 水見色宝蔵寺内の一部を仮使用[1]。
- 1887年（明治20年）6月-　「羽鳥小学校」水見色教室となる[1]。
- 1889年（明治22年）3月4日 - 「安倍郡中藁科村立尋常小学校」水見色分校となる[1]。
- 1892年（明治25年）5月4日 - 「安倍郡中藁科村立水見色小学校」となる（創立）[1]。
- 1972年（昭和47年）3月3日 - 創立80周年記念碑完成。
- 1992年（平成4年）11月8日 - 創立100周年記念式典挙行。
- 2013年（平成25年）11月23日 - 創立120周年記念として、水見色小学校の看板を学区内に設置。
- 2024年（令和6年）4月1日- 中藁科小学校へ統合され、閉校した

## 通学区域
葵区
- 水見色

## アクセス
- しずてつジャストライン藁科線 ｢水見色小学校｣停留所から、徒歩1分